# Cinchona lucumifolia
Cinchona lucumifolia är en måreväxtart som beskrevs av Pav. och John Lindley. Cinchona lucumifolia ingår i släktet Cinchona och familjen måreväxter. Inga underarter finns listade i Catalogue of Life.